# Kleinneuhausen
Kleinneuhausen är en kommun och ort i Landkreis Sömmerda i förbundslandet Thüringen i Tyskland.
Kommunen ingår i förvaltningsgemenskapen Kölleda tillsammans med kommunerna Großneuhausen, Kölleda, Ostramondra och Rastenberg.